# Мост Ветеранов (Санкт-Петербург)
Мост Ветера́нов — автодорожный железобетонный рамный мост через реку Дудергофку в Красносельском районе Санкт-Петербурга. 

## Расположение
Расположен в створе проспекта Ветеранов. Рядом с мостом расположен Полежаевский парк.
Выше по течению находится безымянный пешеходный мост в Полежаевском парке, ниже — Полежаевский мост.
Ближайшая станция метрополитена — «Проспект Ветеранов».

## Название
Название известно с 1970-х годов и дано по наименованию проспекта Ветеранов.

## История
Мост был построен при застройке Ульянки и Урицка. Строительство осуществлялось в два этапа. На первом этапе в 1969—1970 годах сооружён автодорожный мост шириной 18 м. На втором этапе в 1971 году к нему с низовой стороны пристроили трамвайный мост шириной 12,75 м. Проект моста разработали инженеры института «Ленгипроинжпроект» А. Д. Гутцайт и Л. Н. Соболев. Строительство вело СУ-3 треста «Ленмостострой» под руководством главного инженера Л. Ф. Полякова и производителя работ Л. Л. Рождественского.
В связи с неравномерным прогибом консолей пролётного строения автодорожного и трамвайного мостов образовался зазор до 200 мм. За мостом ведется постоянный инструментальный контроль.

«Прогиб середины пролёта Сооружения обусловлен его рамно-консольной конструкцией, а также таким свойством бетона, как ползучесть.»...«Разрывы перильного ограждения Сооружения предусмотрены проектом и обусловлены технологически.»...«За состоянием бетонных плит склонов организовано наблюдение»— письмо Мостотреста от 14.06.2022 № 01-07/07-3086/22-0-1

## Конструкция
Мост однопролётный железобетонный, по статической системе — трёхшарнирная рама. Ригель рамы переменной высоты, выполнен из сборных железобетонных преднапряжённых элементов заводского изготовления, омоноличенных с «ногами» рамы. По верху балки объединены железобетонной плитой проезжей части, включённой в работу главных балок. «Ноги» рамы выполнены из монолитного железобетона. Устои массивные, из монолитного железобетона, на свайном основании. К устоям примыкают низкие подпорные стенки. Общая длина моста составляет 38,3 м, ширина — 31,67 м.
Мост предназначен для движения автотранспорта, трамваев и пешеходов. Проезжая часть моста включает в себя 4 полосы для движения автотранспорта и два трамвайных пути, расположенных с низовой стороны моста. Покрытие проезжей части и тротуаров — асфальтобетон. Тротуар с верховой стороны моста отделен от проезжей части высоким железобетонным парапетом в металлической рубашке. Перильное ограждение чугунное простого рисунка с металлическими вставками, на устоях завершается гранитными парапетами.